# Université de Bayreuth

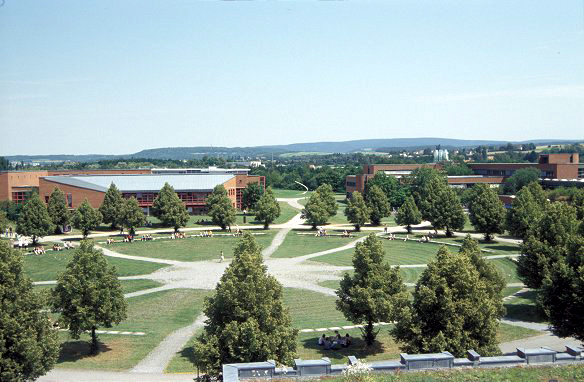
Université de Bayreuth.

L'université de Bayreuth, située à Bayreuth dans le Land de Bavière en Allemagne, a été fondée en 1975. L'université de Bayreuth est l'une des plus jeunes universités d'Allemagne. Depuis son ouverture, cette université de campus orientée avec ses sept facultés, s'est développée de manière dynamique.
Elle est fréquentée par 13 330 étudiants et compte 240 professeurs en 2020.

## Facultés
L'Université de Bayreuth est divisée en sept facultés :
- Faculté de mathématiques, de physique et d'informatique (MPI)
- Faculté de biologie, de chimie et des sciences de la terre (BCG)
- Faculté de droit et d'économie (RW)
- Faculté de langues et de littérature (SpLit)
- Faculté des études culturelles (KuWi)
- Faculté des sciences de l'ingénierie (Ing)
- Faculté des sciences de la vie : alimentation, nutrition et santé (Site de Kulmbach)

## Spécialités de recherche
Le profil de l'université de Bayreuth se caractérise par une différenciation entre les domaines de recherche déjà visibles au niveau international (« Advanced Fields ») et les nouveaux axes de recherche interdisciplinaires (« Emerging Fields »). 
Les « Advanced Fields » comprennent :
- études africaines
- Recherche sur les hautes pressions et les hautes températures
- Recherche sur les polymères et les colloïdes
- Écologie et sciences de l'environnement
- Nouveaux matériaux
- Biosciences moléculaires
- Dynamique non linéaire

Les « Emerging Fields » comprennent :
- Rencontres culturelles et processus transculturels
- Innovation et protection des consommateurs
- gouvernance et responsabilité
- Recherche et technologies énergétiques
- Sciences de l'alimentation et de la santé